# Kouga Local Municipality
Kouga (englisch Kouga Local Municipality) ist eine Lokalgemeinde im Distrikt Sarah Baartman der südafrikanischen Provinz Ostkap. Der Sitz der Gemeindeverwaltung befindet sich in Jeffreys Bay. Bürgermeister ist Horatio Hendricks.
Über die Bedeutung des Gemeindenamens gibt es widersprüchliche Angaben, entweder abgeleitet vom Khoikhoi-Begriff für „reich an Flusspferden“ oder abgeleitet vom „blauen Wildebeest“. In beiden Fällen ist es eine Verballhornung eines für die europäischen Einwanderer nicht aussprechbaren, einheimischen Begriffes. Ferner ist überliefert, dass im 18. Jahrhundert ein Khoikhoi-Häuptling namens Kouga lebte, der im Verlauf einer Pockenepidemie von 1713 starb und dessen Nachfolger ebenso Kouga hieß.

## Städte und Orte
| - Aston Bay - Centerton - Ferreira Town - Foulkes Point - Hankey - Humansdorp - Jeffreys Bay - Kabeljous | - Kruisfontein - KwaNomzamo - Loerie - Noorshoek - Noorskloofpunt - Oyster Bay - Paradise Beach - Patensie | - Pienaar se Grond - St. Francis Bay - Sea Vista - Stofile Village - Sunnyside - Wavecrest - Weston |

## Bevölkerung
Im Jahr 2011 hatte die Gemeinde 98.558 Einwohner. Davon waren 42,6 % Coloured, 38,8 % schwarz und 17,6 % weiß. Die Muttersprachen waren zu 58,4 % Afrikaans, zu 29,9 % isiXhosa und zu 6,4 % Englisch.